# Biển Riiser-Larsen

Tên biển đề xuất Riiser-Larsen Sea là một phần của Nam Đại Dương

Biển Riiser-Larsen là một trong những biển cận biên nằm ở Nam Đại Dương ngoài khơi  Đông châu Nam Cực và phía nam Ấn Độ Dương.  Mốc phân định biển là Astrid Ridge ở phía tây và Gunnerus Ridge và thềm Kainanmaru ở phía đông. Biển giáp biển Lazarev về phía tây và biển Cosmonauts về phía đông, hay nằm giữa Kinh tuyến 14 Đông và Kinh tuyến 30 Đông. Biên giới phía bắc của biển được xác định là vĩ tuyến 65 Nam (65th parallel south). Tên biển Riiser-Larsen là tên do Liên Xô đề xuất, nhưng chưa bao giờ được Tổ chức Thủy văn Quốc tế (IHO) chính thức chấp thuận.